# MIRIS (računarstvo)
MIRIS je prva hrvatska metodologija za projektiranje, izgradnju i održavanje informacijskih sustava (IS). Naziv je akronim općeg pojma »metodologija za razvoj informacijskog sustava«. Objavljena je 1995. godine na savjetovanju CASE 7, a detaljno je opisana 1996. godine u knjizi Razvoj informacijskih sustava Mile Pavlića, autora metodologije. Nastala je kao odgovor na nedostatke postojećih metodologija te je utemeljena na teoriji i praksi iz mnogobrojnih projekata i znanstvenih istraživanja. MIRIS metodologija pruža smjernice za projektiranje i izgradnju informacijskih sustava (IS), s naglaskom na sigurnost, stabilnost i dugoročni razvoj. Cilj je osigurati kontinuitet u poslovnim sustavima i omogućiti unapređenje informacijskih sustava kroz jasno definirane faze razvoja.
Metodologija MIRIS predstavlja sveobuhvatan pristup dizajnu i razvoju informacijskih sustava. Integrira različite faze i metode kako bi se osigurao strukturiran i učinkovit proces. Nudi podjelu na faze projektiranja i izgradnje, s naglaskom na intelektualne aktivnosti koje prethode fizičkoj izgradnji sustava. U MIRIS-u se značajna pažnja pridaje povezivanju aktivnosti, tako da izlaz iz jedne faze postaje ulaz u sljedeću, što omogućuje nesmetan prijelaz kroz cijeli razvojni ciklus.
MIRIS se pokazao učinkovit u raznim privrednim i državnim sustavima, a njena glavna vrijednost leži u kontinuiranoj edukaciji i prilagodbi korisnika te timu projektanata. Uvođenje metodologije je dugoročan proces, zahtijeva timski rad, školovanje i savjetovanje, ali donosi značajne koristi u smislu kvalitete i produktivnosti. Kroz dugogodišnju primjenu, MIRIS je dokazao svoju vrijednost i postao priznat proces za unapređenje razvoja informacijskih sustava.[nedostaje izvor]

## Primjena
MIRIS metodologija koristi se za razvoj IS-a koristeći treću i četvrtu generaciju jezika, relacijske baze podataka, generatore aplikacija, CASE (Computer-Aided Software Engineering) alate i kombinira slične metode. MIRIS je preduvjet za učinkovitu primjenu CASE alata. Bez definirane metodologije, alati sami po sebi nisu dovoljni za uspješan razvoj IS-a. CASE alati podržavaju dokumentiranje, ali ne zamjenjuju proces projektiranja i stvaranja modela koji je ključan dio MIRIS-a. MISRIS stavlja naglasak u kasnijim fazama u razvoju softvera i nalazi širu primjenu u praksi.

## Povijest
Oblikovanje metodologije započelo je 1990. godine. Prvi put je objavljena 1995. godine na savjetovanju Case u Opatiji i 1996. godine u knjizi "Razvoj informacijskih sustava". 
Verzija 2.0 izašla je 1997. godine u njoj je poboljšan proces modeliranja i priprema za intervjuiranje, proširene su metode za modeliranje podataka. Skraćeno je vrijeme rada projektanta, a povećan je rad korisnika i članova projektnog tima koji poznaju sustav. 
Kroz godine primjene, metodologija je nadograđivana i prilagođavana potrebama prakse, uz doprinose mnogih stručnjaka, među njima se izdvaja Igor Zamlić koji je doprinio razvoju metode za projektiranje arhitekture softverskog proizvoda.
Posljednja verzija MIRIS-a objavljena je 2017. godine. U novoj verziji je poboljšan proces izrade modela podataka na osnovi modela procesa, detaljnije je proučena i opisana veza logičkog projekta i fizičke implementacije odnosno opisana pretvorba koncepata u modelu u objekte u softveru.
Od 2005. godine MIRIS je nositelj oznake Izvorno hrvatsko .

## Opis
MIRIS propisuje faze razvoja informacijskog sustava i aktivnosti pojedine faze do potrebne razine detalja potrebne kupcu i IT tvrtki za ugovaranje i isporuku projekta i programskog proizvoda. Metodologija omogućava pronalazak minimalne količine aktivnosti nužne i dovoljne za izradu kvalitetnog informacijskog sustava.
MIRIS pruža strukturiran pristup odabiru metoda, čime se eliminira potreba za dugotrajnim istraživanjem i eksperimentiranjem. Faze i aktivnosti unutar metodologije detaljno su opisane, a proces se odvija korak po korak, s jasno definiranim koracima. Aktivnosti su međusobno povezane tako da izlaz jedne faze postaje ulaz u sljedeću, čime se osigurava neprekidan i učinkovit tijek rada.
Metodologija stvara zajednički rječnik podataka koji svi članovi tima koriste, što olakšava komunikaciju i razumijevanje. Najvažniji dio metodologije je proces projektiranja, kojem se pridaje posebna pažnja kroz obuku. Standardizirane metode su jasno propisane kako bi se osigurala dosljednost i kvaliteta projekta.
Planiranje i upravljanje razvojem su olakšani, a podjela zadataka unutar tima je precizno određena kako bi se osigurala efikasnost. Projektna dokumentacija je centralizirana, omogućavajući lakši pristup i bolju koordinaciju. Na kraju, metodologija omogućava prijenos znanja i vještina na informatičare, čime se osigurava kontinuitet i održivost projekta.
Osnovna hipoteza oko koje je MIRIS oblikovan glasi: životni ciklus projektiranja podijeliti u faze:
1. u prvoj fazi apstraktno modelirati cijeli sustav i u tom modelu sustav podijeliti u podsustave
2. u drugoj fazi modelirati podsustav i propisati odgovarajuću metodu za modeliranje procesa
3. u trećoj fazi modelirati podatke relevantnih procesa i definirati arhitekturu aplikacije prema modelu procesa, modelu podataka ili postojećim sličnim aplikacijama.[11]

## Faze razvoja informacijskog sustava po MIRIS-u
Faze životnog ciklusa grupirane su u dvije skupine:
- logičko oblikovanje (projektiranje informacijskog sustava)
- fizičko oblikovanje (izgradnja informacijskog sustava). Svaka skupina ima tri faze koje se dalje dijele u aktivnosti.[11]

### Projektiranje informacijskog sustava
Faza 1: Strateško planiranje informacijskog sustava
- Definiranje tima, popis dokumentacije, dekompozicija procesa, određivanje podsustava i veza, postavljanje prioriteta i planiranje resursa i glavnih aktivnosti.

Faza 2: Glavni projekt
- Izrada projektnog zadatka, analiza procesa i podataka, planiranje izvedbenih projekata i resursa, definiranje modela resursa glavnog projekta.

Faza 3: Izvedbeni projekt
- Intervjuiranje, prevođenje modela podataka u shemu baze podataka, modeliranje podataka, definiranje aplikacijske arhitekture i dizajn nefunkcionalnog prototipa buduće aplikacije te projektiranje operacija nad shemom baza podataka.

### Izgradnja informacijskog sustava
Faza 4: Proizvodnja softvera
- Planiranje proizvodnje softvera, oblikovanje baze podataka, razvoj programskih modula i testiranje u testnom okruženju, testiranje i ispravljanje u produkcijskom okruženju te testiranje koje provodi korisnik.

Faza 5: Uvođenje
- Instalacija softvera, priprema uputa, edukacija korisnika, završno testiranje i početak primjene nove aplikacije te potpisivanje primopredajnog zapisnika.

Faza 6: Stabilizacija
- Nadzor nad sustavom, otklanjanje grešaka i prilagodba funkcionalnosti.

Faza 7: Primjena i održavanje
- Održavanje sustava, prilagodba novih zahtjeva korisnika i kontinuirana podrška aplikacijskog sustava.

## Komercijalno dostupne metodologije
Jedna od poznatijih komercijalno dostupnih metodologija je SSADM (Structured Systems Analysis and Design Method). AD/Cycle (Application Development Cycle), BSP (Business Systems Planning), IEM (Information Engineering Methodology), JSD/JSP (Jackson System Development/Programming), SA/SD (Structured Analysis / Structured Design), SASS (Structured Analysis and System Specification), SSA (Structured System Analysis), Yourdon/OO (Yourdon/Object Oriented), SPIN (Strategijsko planiranje IS), BPRM (Metoda za reinženjering poslovnih procesa) i dr.